# 列比季 (埃米利奇涅區)
50°54′33″N 28°2′37″E / 50.90917°N 28.04361°E
列比季（烏克蘭語：Лебідь），是烏克蘭北部的村莊，隸屬日托米爾州的茲維亞赫爾區。該村面積0.42平方公里，海拔高度204米，2001年人口42，人口密度每平方公里100人。